# Disa subtenuicornis
Disa subtenuicornis är en orkidéart som beskrevs av Hans Peter Linder. Disa subtenuicornis ingår i släktet Disa och familjen orkidéer. Inga underarter finns listade i Catalogue of Life.